# Wadim Rogowskoj
Wadim Grigorjewicz Rogowskoj (ros. Вадим Григорьевич Роговской; ur. 6 lutego 1962 w Kursku, ZSRR) – rosyjski piłkarz, grający na pozycji obrońcy.

## Kariera piłkarska

### Kariera klubowa
W 1981 rozpoczął karierę piłkarską w drużynie Awangard Kursk. Potem dwa lata służył w wojskowej drużynie Iskra Smoleńsk. W 1988 został piłkarzem Torpeda Moskwa. W 1991 wyjechał do Polski, gdzie bronił barw klubów Zagłębie Lubin, GKS Bełchatów, LKS Jankowy, Omega Kleszczów, Świt Kamieńsk i Hetman Rusiec. W 2008 zakończył karierę piłkarską.

### Kariera reprezentacyjna
W 1983 występował w reprezentacji Białoruskiej SRR.
W 1985 występował w reprezentacji Rosyjskiej FSRR.

## Sukcesy i odznaczenia

### Sukcesy klubowe
- brązowy medalista Mistrzostw ZSRR: 1988, 1991
- finalista Pucharu ZSRR: 1988, 1989, 1991

### Sukcesy indywidualne
- wybrany do listy 33 najlepszych piłkarzy ZSRR: Nr 3 (1988, 1990)
- wybrany na najlepszego debiutanta sezonu (laureat magazynu "Smiena"): 1988

### Odznaczenia
- nagrodzony tytułem Mistrza Sportu ZSRR: 1988